# Cas-en-Bas
Cas-en-Bas es una localidad de Santa Lucía que forma parte del distrito de Gros Islet.